# 8588 Авозетта
8588 Авозетта (8588 Avosetta) — астероїд головного поясу.
Тіссеранів параметр щодо Юпітера — 3,642.